# Beata Maria Vergine Addolorata a piazza Buenos Aires
Beata Maria Vergine Addolorata a piazza Buenos Aires (lat.: [Ecclesia] Beatae Mariae Virginis Perdolentis ad forum Bonaerense ‚[Kirche] der seligen leidenden Jungfrau Maria vom Buenos-Aires-Platz‘) ist eine Titelkirche in Rom. Namenspatronin ist Mater Dolorosa („Schmerzensmutter“). Sie ist die Nationalkirche Argentiniens, die erste Nationalkirche eines lateinamerikanischen Landes, und Heimatgemeinde für die argentinische Gemeinde in Rom. Sie liegt an der Viale Regina Margherita im Quartier Trieste. Sie ist Teil des Pfarrverbundes mit der Pfarrgemeinde Santa Maria della Mercede e Sant’Adriano.
Verwechslungsgefahr besteht mit der Kirche Santa Maria Addolorata im Quartiere Collatino und dort in der Viale della Venezia Giulia, die ebenfalls eine Titelkirche ist.

## Geschichte
Die Kirche wurde auf Initiative von José León Gallardo spendenfinanziert errichtet. Die Grundsteinlegung erfolgte am 9. Juli 1910 durch die Ehefrau des argentinischen Präsidenten Roque Sáenz Peña. 1915 wurde sie zur Nationalkirche von Argentinien erklärt. 1924 wurde die erste Messe im unfertigen Gebäude gefeiert und der Hauptinitiator José León starb. Sein Bruder Ángel führte den Bau weiter, gab aber 1929 das Eigentum an der Kirche den argentinischen Bischöfen ab. Die Ordensgemeinschaft der Mercedarier übernahm im Auftrag der Bischöfe die Verwaltung und errichteten hier ihren Hauptsitz hierher. Durch den Ersten Weltkrieg wurde der Bau verzögert. 1930 erfolgte die Fertigstellung und die Kirchweih. 1932 wurde eine Pfarrei errichtet. Der Sitz der Pfarrei wurde aber 1934 nach Sante Felicita e Bonosa in Via Tirso verlegt und 1958 nach Santa Marai della Mercede e Sant’Adroiano. 1965 beschlossen die Mercedarier ein neues Generalat, Nostra Signora del Carmelo dei Mercedari. Papst Paul VI. erhob die Kirche am 7. Juni 1967 zu einer Titelkirche der römisch-katholischen Kirche. 1989 gaben die Mercedarier die Verwaltung ab wegen mangelnder Berufungen. Seitdem hat die argentinische Bischofskonferenz die Verwaltung übernommen und bestellt Diözesanpriester zu den Verwaltern hier.

## Kardinalpriester
- Nicolás Fasolino (1967–1969)
- Raúl Francisco Primatesta (1973–2006)
- Estanislao Esteban Karlic (2007–2025)
- vakant (seit 2025)